# Баноффі

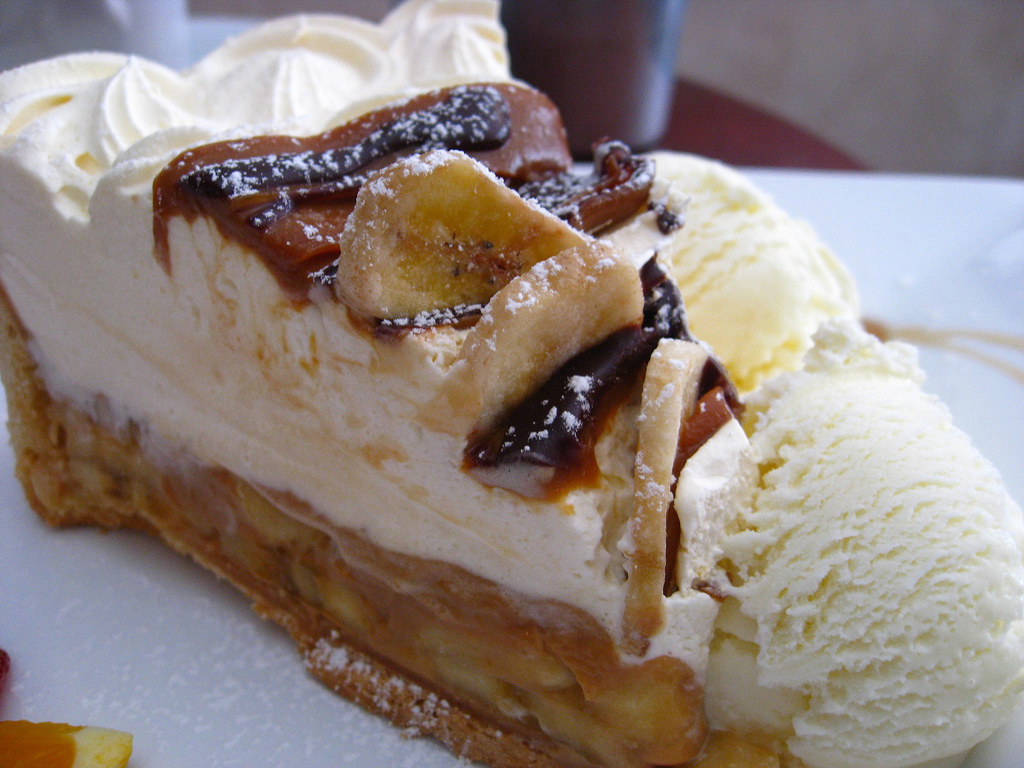

Баноффі (англ. Banoffee pie) — англійський пиріг, приготований з бананів, вершків, карамелі та вареного згущеного молока. Основа для баноффі готується з подрібненого печива з додаванням вершкового масла. Деякі варіанти рецепта включають в себе шоколад або каву.
Назва десерту походить від злиття двох слів: «банан» і «тоффі» (карамель).

## Історія
Імовірно укладачами рецепта пирога є уродженці міста Джевінгтон Найджел Маккензі та Іан Даудінг: власник ресторану «Голодний Чернець» і його шеф-кухар. Вони стверджують, що створили десерт у 1971 році, внісши зміни в американський рецепт кавово-карамельного пирога. Маккензі і Даудінг пробували різні варіації десерту, додаючи в нього навіть яблука і мандарини, поки Маккензі не запропонував включити в рецепт банани; також Маккензі дав назву пирога. Страва стала настільки популярною серед відвідувачів, що його «просто не могли прибрати з меню».
Рецепт був опублікований у книзі «Більш строгі секрети Голодного Ченця» в 1974 році і передрукований в кулінарній книзі «У раю з Голодним Ченцем» в 1997 році. Маргарет Тетчер любила готувати баноффі.
Баноффі стали включати в меню багато ресторанів по всьому світу.
Слово «Баноффі» (англ. Banoffee) міцно увійшло в англійську мову і стало вживатися для опису будь-якого продукту, який нагадує за смаком або запахом банан і карамель. Рецепт пирога часто можна побачити на консервних банках зі згущеним молоком фірми Nestlé.
Маккензі помер від раку 29 травня 2015 року, у 71-річному віці.